# Michael Landau
Michael Landau, detto Mike (Los Angeles, 1º giugno 1958), è un chitarrista statunitense.

## Biografia
Ha fatto parte di innumerevoli gruppi tra cui i The Wreckers, i Jazz Ministry, gli Stolen Fish, i Renegade Creation, i Ranging Honkies e i Burning Water. Inoltre ha pubblicato cinque album solisti in cui esplora diversi generi musicali suonando vari strumenti oltre alla chitarra.
Michael Landau è anche un chitarrista turnista che ha lavorato per artisti come Ricardo Arjona, Miles Davis, Pink Floyd, Alanis Morissette, Amy Holland, Michael Jackson, Joseph Williams, Richard Marx, Joni Mitchell, Steve Perry, Elisa, Vasco Rossi, Laura Pausini, Seal, James Taylor, Davi Wornel, Helen Watson, Wilson Phillips, Zucchero Fornaciari e molti altri.
Nel 2009 è partito anche in tournée mondiale con  Eros Ramazzotti e Steve Gadd.
Ha citato tra le sue maggiori influenze musicali i Beatles, Jimi Hendrix, i Led Zeppelin, i Cream, i Weather Report, Pat Martino e Jaco Pastorius.

## Discografia
- 1987 - A Momentary Lapse of Reason dei Pink Floyd
- 1989 - Nick of Time di Bonnie Raitt
- 1989 - Repeat Offender di Richard Marx
- 1996 - Nessun pericolo... per te di Vasco Rossi
- 1996 - Dove c'è musica di Eros Ramazzotti
- 1997 - Innamorato di Riccardo Cocciante
- 1998 - Canzoni per me di Vasco Rossi
- 1998 - La mia risposta di Laura Pausini
- 1999 - Breathe di Faith Hill
- 2000 - Tra te e il mare di Laura Pausini
- 2000 - Stilelibero di Eros Ramazzotti
- 2001 - Stupido hotel di Vasco Rossi
- 2002 - From the Inside di Laura Pausini
- 2003 - 9 di Eros Ramazzotti
- 2004 - A chi si ama veramente di Gianni Morandi
- 2004 - Pearl Days di Elisa
- 2005 - Calma apparente di Eros Ramazzotti
- 2006 - Amore di Andrea Bocelli
- 2006 - Io canto di Laura Pausini
- 2006 - Fly di Zucchero Fornaciari
- 2007 - Dormi amore, la situazione non è buona di Adriano Celentano
- 2008 - Safari di Jovanotti
- 2008 - Il mondo che vorrei di Vasco Rossi
- 2009 - Ali e radici di Eros Ramazzotti
- 2010 - Il Volo di Il Volo
- 2011 - L'amore è una cosa semplice di Tiziano Ferro
- 2012 - È così che gira il mondo di Sal da Vinci
- 2012 - Praise The Lord di Davi Wornel
- 2013 - Pronto a correre di Marco Mengoni
- 2013 - Amore puro di Alessandra Amoroso
- 2013 - Senza paura di Giorgia
- 2013 - Fisico & politico di Luca Carboni
- 2014 - A passi piccoli di Michele Bravi
- 2015 - Perfetto di Eros Ramazzotti
- 2015 - di20 di Francesca Michielin
- 2016 - Il mestiere della vita di Tiziano Ferro
- 2019 - I Want To Know What Love Is di Davi Wornel